# RRAS
Служба маршрутизації та віддаленого доступу (англ. Routing and Remote Access Service, RRAS) - API і серверне програмне забезпечення Microsoft, що дає можливість створювати додатки для адміністрування маршрутизації та  сервісні можливості віддаленого доступу для операційної системи, щоб функціонувати як мережевий маршрутизатор. Розробники також можуть використовувати RRAS для реалізації протоколів маршрутизації. Функціональність сервера RRAS  спирається на служби віддаленого доступу (RAS) в Windows NT 4.0. RRAS був введений з Windows 2000 і міг завантажуватись для Windows NT 4.0.
RRAS містить багато можливостей, включаючи підтримку роздільного використання інтернет-з'єднання, комутоване з'єднання з сервером, маршрутизацію інформації з однієї мережі в іншу, захист даних шляхом використання віртуальної приватної мережі (VPN) і багато іншого.

## Огляд IP / маршрутизації
Мережа часто буває сегментована з різних причин, включаючи наступні чинники.
- Кількість доступних IP-адрес в мережевому середовищі TCP / IP.
- Поділ функцій адміністрування та управління.
- Міркування безпеки.
- Володіння мережею.

Цим роз'єднаним мережам потрібен обмін інформацією, і для цього слугує маршрутизація.
Маршрутизацію іноді плутають з використанням мостів. Ці дві технології, по суті, виконують одну і ту ж задачу, передаючи інформацію в інтермережі від джерела до місця призначення, але для цього використовуються абсолютно різні механізми. Маршрутизація відбувається на мережевому рівні (Network Layer), в той час як мости використовуються на канальному рівні (Data Link Layer) в мережевій моделі OSI. Робота різних рівнів моделі OSI визначає спосіб обробки і передачі інформації від джерела до місця призначення.
Маршрутизатор, а також комп'ютери Windows 2000, сконфігуровані як маршрутизатори, зазвичай використовують алгоритми статичної чи динамічної маршрутизації, але підтримується також маршрутизація з комутованим з'єднанням на вимогу (demand-dial routing). Всі ці алгоритми маршрутизації  мають різні механізми передачі інформації від джерела до місця призначення.

### Статична маршрутизація
Статична маршрутизація задає єдиний шлях, який повинен використовуватися для передачі інформації між двома точками. Адміністратор повинен задавати і конфігурувати статичні маршрути в таблицях маршрутизації, і вони не змінюються, поки це не зробить адміністратор. Мережеві середовища зі статичної маршрутизацією організовуються досить просто і особливо підходять для невеликих оточень, де можливі лише невеликі зміни в топології маршрутизації.

### Динамічна маршрутизація
Алгоритми динамічної маршрутизації адаптуються до змін мережевої середовища без ручного втручання. Внесені зміни майже миттєво відображаються в інформації маршрутизатора. Нижче наводиться список умов , при яких вигідно використовувати динамічну маршрутизацію .
- Відбувається відключення маршрутизатора або каналу , що вимагає зміни маршруту для переданої інформації.
- У інтермережі додається або видаляється маршрутизатор.
- Велике мережеве оточення , де є багато сценаріїв маршрутизації.
- Велике мережеве оточення , в якому часто відбуваються зміни мережевої топології.

Алгоритми динамічної маршрутизації можуть адаптуватися в реальному масштабі часу до зміни станів шляхом взаємодії з іншими маршрутизаторами. Коли маршрутизатор отримує повідомлення, що в мережі відбулася яка-небудь зміна, він перераховує маршрути і повідомляє іншим маршрутизаторам. Це дозволяє всім маршрутизаторам інтермережі отримувати інформацію про топологію всієї мережі навіть у ті моменти, коли вона змінюється.